# Уцілілий (фільм)
«Уцілілий» (англ. Lone Survivor, дослівно укр. Єдиний уцілілий) — американський біографічний бойовик режисера і сценариста Пітера Берґа 2013 року. У головних ролях Марк Волберг, Тейлор Кітч, Еміль Гірш. Стрічку створено на основі однойменної книги Маркуса Латрелла і Патріка Робінсона.
Продюсерами були Сара Обрі, Рендалл Емметт та інші. Вперше фільм продемонстрували 12 листопада 2013 року у США на кінофестивалі AFI. В Україні у кінопрокаті прем'єра фільму відбулася 20 лютого 2014 року.

## Сюжет
Афганістан, вертоліт ВПС США перевозить на своєму борту пораненого солдата. За три дні до того зранку на військово-повітряній базі Баграм прокидається Майкл Мерфі, перевіряє повідомлення на своїй пошті та йде у кімнату Маркуса Латтрелла, а потім заходить у кімнату Денні Дітца. Мерфі і Дітц змагаються, хто швидше пробіжить, перемагає Мерфі. У той час як вони сиділи надворі, приходить Ерік Крікстенсен і повідомляє, що операція «Червоні крила» розпочнеться о 18.00, а через годину відбудеться інструктаж. Крікстенсен озвучує, що метою є вбивство лідера місцевих талібів Ахмад Шаха, та викладає план операції. Після Меттью Акселсон підходить до Мерфі і говорить, що занадто багато маневрів.
Операція почалась у зазначений час, група з чотирьох морських котиків вертольотами доставляється до зони висадки вночі і починає рухатися запланованим маршрутом. Зранку бійці виходять на пункт спостереження за Ахмадом Шахом, проте погане місце змушує Мерфі змінити позицію на кращу. Прийшовши на нову позицію, група починає спостереження за талібами і підтверджує перебування там Ахмад Шаха, проте через проблеми зі зв'язком не може доповісти про це у штаб. Тому група відходить у ліс і відпочиває. Через деякий час біля них проходять чабани й один з них випадково наступає на ногу Маркуса Латтрелла, тому котики швидко захоплюють їх трьох. У найстаршого з них вони знаходять рацію. Мерфі по незахищеній лінії дзвонить Крікстенсену на базу Джейбад, проте останнього там немає і дзвінок перенаправляють на базу Баграм, але командир не встиг відповісти, бо зв'язок розірвався.
Спецпризначенці змушені прийняти важке рішення - стратити цивільних чабанів чи відпустити їх, ризикуючи викрити свою присутність. Командир наказує відпустити бранців і звільнені чабани поспішають попередити талібів про присутність спеціального загону. Спецпризначенці розробляють план відходу.  Повернувшись назад на скелю, їм не вдається встановити зв'язок зі штабом, тому Мерфі вирішує повернути групу назад у ліс. Там вони помічають, що їх наздогнали таліби. Зав'язується бій, група починає відходити до краю скелі, звідки зіскакує вниз. Всі залишились живі, проте із забоями і пораненнями. Продовжуючи бій, морські котики відходять через ліс, знайшовши укриття за каменем, Латтрелл оглядає решту. Вони знову з боями відходять до краю скелі і зіскакують, проте зверху залишається поранений Денні Дітц. Мерфі і Латтрелл вирішують спасти Дітца: вони обходять ворога з флангу, а Акселсон вогнем прикриває їх. Проте їм це не вдається і Мерфі вирішує вилізти на вершину скелі і викликати підмогу. Латтрелл і Акселсон надають йому вогневе прикриття. Лейтенант добирається на вершину, викликає підмогу, після чого його вбивають, у той же час вбивають і Дітца.
Латтрелл і Акселсон вирішують розділитися і відступати, у той час прилітають два вертольоти з підмогою, проте один із них, на борту якого був командир Ерік Крікстенсен, таліби збивають з гранатомета, а другий вертоліт повертається назад. Таліби наздоганяють Акселсона і вбивають, а Латтрелл продовжує відступати з боями. Він знаходить схованку під каменем, де таліби його не знайшли. Знесилений Латтрелл засинає, а коли прокидається продовжує переміщатися. У лісі він знаходить водойму, пірнає у неї і п'є воду. Там його знаходять місцеві афганістанці, що прихистили його у себе вдома. Латтрелл через них передає на американську базу свої координати. Згодом у село приходять озброєні таліби, знаходять Латтрелла і хочуть його стратити, проте озброєні селяни відганяють талібів. Прагнучи помсти, таліби більшими силами повертаються у село, починається бій, і в сам розпал бою прилітають вертольоти із рятувальними командами. Вступивши у бій, американці рятують Латтрелла.

## У ролях
| Актор             | Персонаж              | Опис                                      |
| ----------------- | --------------------- | ----------------------------------------- |
| Марк Волберг      | Маркус Латтрелл       | петті-офіцер I класу морських котиків США |
| Тейлор Кітч       | Майкл П. «Марв» Мерфі | лейтенант морських котиків США            |
| Еміль Гірш        | Денні Дітц            | зв'язківець морських котиків США          |
| Бен Фостер        | Меттью «Акс» Акселсон | снайпер морських котиків США              |
| Ерік Бана         | Ерік С. Крікстенсен   | капітан-лейтенант морських котиків США    |
| Александер Людвіг | Шейн Е. Петтон        | помічник машиніста морських котиків США   |
| Алі Суліман       | Мохаммад Гулаб        | афганський селянин                        |
| Роган Чанд        | син Мохаммада Гулаба  | афганський селянин                        |
| Ден Білзерян      | Даніель Хілі          | старший чиф-петті офіцер                  |
| Джеррі Феррара    | Хасслерт              | сержант корпусу морської піхоти США       |
| Семмі Шейк        | Тарак                 | польовий командир талібів                 |

## Український переклад
- Багатоголосе закадрове озвучення зроблене на замовлення телеканалу 1+1. Ролі озвучили: Євген Пашин, Олександр Завальський, Олег Лепенець, Андрій Бурлуцький, Андрій Мостренко, Михайло Жонін, Олександр Погребняк, Михайло Тишин, Андрій Федінчик, Андрій Твердак, Дмитро Завадський, Олесь Гімбаржевський та інші.
- У 2014 році фільм озвучений студією ААА Sound на замовлення Галеон Кіно. Ролі озвучили: Дмитро Завадський, Андрій Федінчик, Андрій Альохін, Юрій Ребрик, Ярослав Чорненький, Олександр Єфімов та інші.

## Сприйняття

### Критика
Фільм отримав здебільшого позитивні відгуки: Rotten Tomatoes дав оцінку 74 % на основі 186 відгуків від критиків (середня оцінка 6,6/10) і 90 % від глядачів із середньою оцінкою 4,3/5 (68,334 голоси). Загалом на сайті фільм має позитивний рейтинг, фільму зарахований «стиглий помідор» від кінокритиків і «попкорн» від глядачів, Internet Movie Database — 7,8/10 (56 478 голосів), Metacritic — 60/100 (44 відгуки критиків) і 7,5/10 від глядачів (179 голосів). Загалом на цьому ресурсі від критиків фільм отримав змішані відгуки, а від глядачів — позитивні.

### Касові збори
Під час показу у США протягом першого (вузького, з 25 грудня 2013 року) тижня фільм показали у 2 кінотеатрах і він зібрав 90,872 $, що на той час дозволило йому зайняти 36 місце серед усіх прем'єр. Наступного (широкого, з 10 січня 2014 року) тижня фільм показали у 2,875 кінотеатрах і він зібрав 37,849,910 $ (1 місце). Станом на 19 лютого 2014 року показ фільму триває 57 днів (8,1 тижня) і за цей час фільм зібрав у прокаті у США 119,489,571  доларів США, а у решті країн 9,500,000 $, тобто загалом 128,989,571 $ при бюджеті 40 млн $.

### Нагороди і номінації
| Рік  | Нагорода                                  | Категорія                                        | Номінант                               | Результат |
| ---- | ----------------------------------------- | ------------------------------------------------ | -------------------------------------- | --------- |
| 2013 | Товариство кінокритиків Лас-Вегаса        | Найкращий бойовик                                | стрічка                                | Перемога  |
| 2013 | Товариство кінокритиків Лас-Вегаса        | Найкраща стрічка                                 | стрічка                                | Номінація |
| 2013 | Національна рада кінокритиків США         | Найкращі десять фільмів                          | стрічка                                | Перемога  |
| 2014 | 86-та церемонія вручення нагороди «Оскар» | Найкращий звуковий монтаж                        | Вайлі Стейтмен                         | Номінація |
| 2014 | 86-та церемонія вручення нагороди «Оскар» | Найкращий звук                                   | Енді Кояма, Бо Бордерс, Девід Браунлоу | Номінація |
| 2014 | Премія Гільдії кіноакторів США            | Найкращий каскадерський ансамбль в ігровому кіно |                                        | Перемога  |
| 2014 | Кінонагорода «Вибір кінокритиків»         | Найкращий бойовик                                | стрічка                                | Номінація |
| 2014 | Кінонагорода «Вибір кінокритиків»         | Найкращий актор у бойовику                       | Марк Волберг                           | Номінація |
| 2014 | Satellite Awards                          | Найкращий адаптований сценарій                   | Пітер Берґ                             | Номінація |
| 2014 | Society of Camera Operators               | Художній фільм                                   | Жак Джофре                             | Номінація |
| 2014 | Премія Гільдії сценаристів США            | Найкращий адаптований сценарій                   | Пітер Берґ                             | Номінація |

## Музика
Музику до фільму «Вцілілий» написали Стів Яблонскі і Explosions in the Sky, саундтрек був випущений 21 січня 2014 року лейблом «Metropolis Movie Music».
| Список треків | Список треків                       | Список треків         | Список треків |
| #             | Назва                               | Виконавець            | Тривалість    |
| ------------- | ----------------------------------- | --------------------- | ------------- |
| 1.            | «Warriors»                          | Explosions in the Sky | 2:24          |
| 2.            | «Waking Up»                         | Explosions in the Sky | 4:50          |
| 3.            | «Briefing»                          | Explosions in the Sky | 3:18          |
| 4.            | «Seal Credo / Landing»              | Explosions in the Sky | 4:00          |
| 5.            | «Checkpoints»                       | Explosions in the Sky | 4:55          |
| 6.            | «The Goat Herders»                  | Стів Яблонскі         | 5:34          |
| 7.            | «The Decision»                      | Explosions in the Sky | 4:53          |
| 8.            | «Set Them Free»                     | Explosions in the Sky | 2:25          |
| 9.            | «False Summit»                      | Explosions in the Sky | 3:02          |
| 10.           | «Murphy's Ridge»                    | Explosions in the Sky | 5:41          |
| 11.           | «47 Down»                           | Стів Яблонскі         | 2:22          |
| 12.           | «Axe»                               | Explosions in the Sky | 1:52          |
| 13.           | «Qrf En Route»                      | Explosions in the Sky | 2:16          |
| 14.           | «Hunted»                            | Explosions in the Sky | 0:51          |
| 15.           | «Gulab»                             | Explosions in the Sky | 2:02          |
| 16.           | «Near Beheading»                    | Explosions in the Sky | 2:32          |
| 17.           | «A Storm Is Coming»                 | Explosions in the Sky | 2:06          |
| 18.           | «Letter Received / Taliban Attacks» | Стів Яблонскі         | 3:51          |
| 19.           | «Lone Survivor»                     | Стів Яблонскі         | 3:37          |
| 20.           | «Never, Never, Never Give Up»       | Explosions in the Sky | 2:44          |
| 01:05:27      |                                     |                       |               |

### Виноски
1. 1 2  Lone Survivor: Release Info (англійською) . Internet Movie Database. Процитовано 22 січня 2014.
2. 1 2  Врятований (англійською) . The Numbers. Процитовано 21 лютого 2014.
3. 1 2 3 4  Lone Survivor (англійською) . The Numbers. Процитовано 21 лютого 2014.
4. 1 2  Lone Survivor (англійською) . Box Office Mojo. Процитовано 21 лютого 2014.
5. 1 2  Lone Survivor (англійською) . Internet Movie Database. Процитовано 21 лютого 2014.
6. ↑  Lone Survivor (англійською) . Allmovie. Процитовано 22 січня 2014.
7. 1 2  Lone Survivor: Full Cast & Crew (англійською) . Internet Movie Database. Процитовано 22 січня 2014.
8. ↑  Lone Survivor (англійською) . Rotten Tomatoes. Процитовано 21 лютого 2014.
9. ↑  Lone Survivor (англійською) . Metacritic. Процитовано 21 лютого 2014.
10. ↑  Lone Survivor: Awards (англійською) . Internet Movie Database. Процитовано 22 січня 2014.
11. ↑  Lone Survivor (Original Motion Picture Soundtrack) (англійською) . Allmusic. Процитовано 6 березня 2016.
12. ↑  filmmusicreporter (10 грудня 2013). ‘Lone Survivor’ Soundtrack Announced (англійською) . Film Music Reporter. Процитовано 6 березня 2016.
13. ↑  Explosions In The Sky & Steve Jablonsky ‎– Lone Survivor: Original Motion Picture Soundtrack (англійською) . Discogs. Процитовано 6 березня 2016.